# Janez Kocijančič
Janez Kocijančič (ur. 20 października 1941 w Lublanie, zm. 1 czerwca 2020 tamże) – słoweński polityk, prawnik i działacz sportowy, minister w okresie komunistycznym, przewodniczący Słoweńskiego Komitetu Olimpijskiego (1991–2014), deputowany, lider Zjednoczonej Listy Socjaldemokratów (1993–1997).

## Życiorys
Ukończył w 1965 studia prawnicze na Uniwersytecie Lublańskim, uzyskał na tej uczelni magisterium (1974) i doktorat (2010). W okresie Socjalistycznej Federacyjnej Republiki Jugosławii działał w młodzieżowych organizacjach związanych ze Związkiem Komunistów Jugosławii. Przewodniczył komitetowi centralnemu Zveza komunistične mladine Slovenije (organizacji w Słowenii) w latach 1966–1968 i SKOJ (organizacji na poziomie federacji) w latach 1968–1971. Był członkiem rządu Socjalistycznej Republiki Słowenii, którym kierował Stane Kavčič. Po jego odsunięciu w 1972 od władzy nie pełnił funkcji państwowych. Zajmował natomiast kierownicze stanowiska w przedsiębiorstwach, był dyrektorem Interexportu, a od 1982 do 1993 zarządzał liniami lotniczymi Adria Airways.
Do działalności politycznej wrócił w latach 80. w okresie pewnej liberalizacji, nawiązał współpracę z Milanem Kučanem. W latach 1993–1997 był pierwszym przewodniczącym Zjednoczonej Listy Socjaldemokratów, ugrupowania powstałego z połączenia kilku ugrupowań, w tym głównej formacji postkomunistycznej. Od 1993 przez jedną kadencję był posłem Zgromadzenia Państwowego. W 2004 współtworzył stowarzyszenie polityczne Forum 21.
Był też wieloletnim działaczem sportowym. Kierował związkami narciarskimi w Słowenii (1974–1984) i Jugosławii (1984–1988). Od 1981 wchodził w skład kierownictwa Międzynarodowej Federacji Narciarskiej, w 2010 powołany na jej wiceprezesa. Pełnił funkcję przewodniczącego Słoweńskiego Komitetu Olimpijskiego (1991–2014), a od 2017 do czasu swojej śmierci stał na czele Stowarzyszenia Europejskich Komitetów Olimpijskich.

## Wyróżnienia
W 2018 otrzymał tytuł honorowego obywatela Lublany.